# Ріобамба
Ріобамба (повна назва Сан-Педро-де-Ріобамба; ісп. San Pedro de Riobamba) — місто у провінції Чимборасо (Еквадор), адміністративний центр кантону Ріобамба.
В листопаді 2002 року у місті було введено надзвичайний стан — через вибух набоїв загинуло 7 та поранено до 300 людей.

## Клімат
Місто знаходиться у зоні, котра характеризується морським кліматом. Найтепліший місяць — листопад із середньою температурою 13.9 °C (57 °F). Найхолодніший місяць — червень, із середньою температурою 11.7 °С (53 °F).
| Клімат Ріобамби         | Клімат Ріобамби | Клімат Ріобамби | Клімат Ріобамби | Клімат Ріобамби | Клімат Ріобамби | Клімат Ріобамби | Клімат Ріобамби | Клімат Ріобамби | Клімат Ріобамби | Клімат Ріобамби | Клімат Ріобамби | Клімат Ріобамби | Клімат Ріобамби |
| Показник                | Січ.            | Лют.            | Бер.            | Квіт.           | Трав.           | Черв.           | Лип.            | Серп.           | Вер.            | Жовт.           | Лист.           | Груд.           | Рік             |
| Середня температура, °C | 13              | 13              | 13              | 13              | 13              | 12              | 12              | 12              | 12              | 13              | 14              | 13              | 12              |
| Норма опадів, мм        | 25              | 45              | 52              | 51              | 30              | 38              | 16              | 17              | 29              | 48              | 46              | 28              | 423             |
| ----------------------- | --------------- | --------------- | --------------- | --------------- | --------------- | --------------- | --------------- | --------------- | --------------- | --------------- | --------------- | --------------- | --------------- |
| Джерело: Weatherbase    |                 |                 |                 |                 |                 |                 |                 |                 |                 |                 |                 |                 |                 |